# 王立アイルランド警察隊
王立アイルランド警察隊（英語: Royal Irish Constabulary、略称RIC。アイルランド語: Constáblacht Ríoga na hÉireann）は、19世紀初頭から1922年までアイルランドにおける英国の武装警察部隊だった。首都を取り締まっていた非武装のダブリン警視庁やデリーやベルファストの独自の警察隊のような独立した市民当局の警察隊は後に王立アイルランド警察隊の中で特別な地区を担当することになる。王立アイルランド警察隊の約75%はローマカトリックで、約25％が様々なプロテスタント宗派であった。カトリック教徒は主に巡査で、プロテスタント教徒は警官であった。英愛条約の結果として、王立アイルランド警察隊は1922年に解散され、アイルランド自由国ではアイルランド治安防衛団（ガルダ）に、北アイルランドでは王立アルスター警察隊に任が引き継がれた。

## 歴史

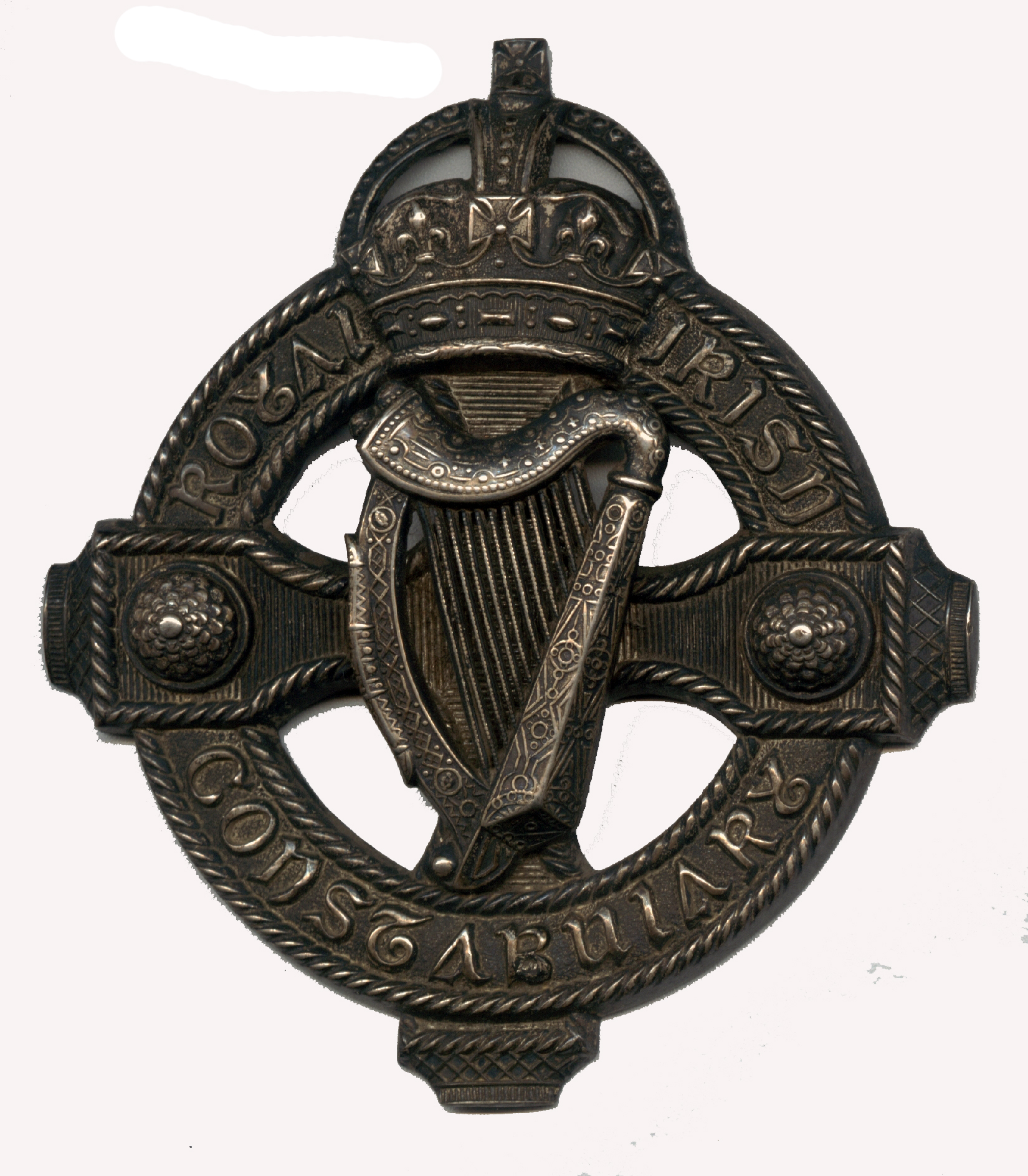
王立アイルランド警察隊の騎馬分隊の記章

アイルランドで最初の組織化された警察隊は、主にロバート・ピール（1788-1850）が1814年に制定した治安維持法によって作られた (口語名「ボビー」と「ピーラー」は彼の名前ロバート・ピールに由来)。また、1822年に制定されたアイルランド警察法により、地方の警察隊が形成された。1822年のこの法律によって、ダブリン城にあったイギリスのアイルランド総督府の統制下にある巡査部長を伴って各地域の警察隊が組織された。 1841年までにこの警察隊の構成員の数は8600人を超えていた。元の警察隊は、1836年法の下で再組織化された。1837年に制定された最初の警察法では規則は厳しく、賃金は低かった。警察はアイルランドの農村部の貧困層の間での市民の不穏な状況に直面しており、十分の一税戦争の対立にも巻き込まれた。他の場所では地主や彼らの財産、貯蔵を襲うリボンメン（Ribbonmen）のような組織に対抗していた。
1843年の連合法撤廃を喚起するためにダニエル・オコンネルによって開かれた「モンスター・ミーティング」や、1848年にウィリアム・スミス・オブライアンにが主導した青年アイルランド党の反乱の最中に起きた、市民の騒乱とアイルランドの独立騒動の鎮圧において、新しい警察隊は活躍をした。しかしながら1849年のいわゆるドリーズブラエの戦い（分派によるデモを抑制する政党行列法を制定するきっかけとなった）において暴力行為を阻止し損なった。これから比較的穏やかな期間が訪れた。
1858年に成立したアイルランド共和主義者同盟の登場は、武装蜂起の計画をもたらした。直接的な行動は1867年フェニアン党の反乱によって始まった。フェニアンは孤立した警察の営舎や小さな部署を襲撃した。しかしこの反乱は無慈悲なまでの警察隊の能力によって鎮圧された。警察はフェニアンに密告者を潜入させていた。この反乱におけるアイルランド警察隊の成功により、警察隊はヴィクトリア女王から報償を与えられた。1867年には、ビクトリア女王は、警察隊に「王立」の接頭辞と、彼らの制服の装飾に最高勲章である聖パトリック勲章を使用する権利を授けた。その後、王立アイルランド警察隊は国中の一般犯罪の著しい減少を取り仕切るようになった。秘密結社や非合法的な武装集団によって特徴付けられる19世紀初頭の農村の不穏を効果的に取り締まった。取り締まりは、一般的に密造酒の蒸留、公共の場での酩酊、軽微な窃盗、および故意の財産犯罪などの軽犯罪を管理するための通常業務となった。土地戦争は1879から1882年大恐慌期に発生して、大衆の不安を引き起こした。ベルファストでは、その産業の発展により労働人口は50年で五倍に急成長した。増加の多くはカトリック教徒の移住によって生じ、1857、1864、1872、1886年に深刻な宗派暴動があった。その結果としてベルファストの市民局の警察隊は解散され、取り締まりの責務は王立アイルランド警察隊に移された。1907年の貿易組合のリーダーであったジェームズ・ラーキンが呼びかけたベルファスト・ドックでのストライキの間に、王立アイルランド警察隊の一部は、スト破りをする荷車運転手によって運転されたトラクションエンジンによる警護をウィリアム・バレット巡査が拒絶したことで停職した後もストライキを行った。ベルファストの警察隊の約70％がストライキの支持を宣言し、より高い賃金と充実した年金のために独自のストライキを実施することをラーキンに奨励された。反体制派の警察官たちはストライキが始まる4日前にベルファスト市外に転属されたので、ストライキが成就することはなかった。。バレットおよび他の6人の巡査が解雇され、追加の英国陸軍部隊がベルファストに配備された。ドック・ストライキは1907年8月28日に終了した。王立アイルランド警察隊の存在は第一次世界大戦の前の20世紀初めにおけるアイルランド自治運動の高まりに伴って厄介なものになっていった。ネヴィル・チェンバレン卿は1900年に監察官に任命された。彼の王立アイルランド警察隊における歳月ではアイルランドがイギリスから独立すること を宣言することを共通の狙いとした多くの政治的、文化的、スポーツに関する組織の発生が同時に起こった。 1912年に第三回のアイルランド自治法が可能性を秘てた成功したことで深刻な緊張がもたらされた。すなわち支持者がそれに応えてアイルランド義勇軍を組織する一方、その法案に反対する人々が1913年の4月にアルスター義勇軍を組織した。これらの2つのグループは有能な私兵による250,000人以上の構成員で組織された。アイルランドの書記長であるアウグスティヌス・ビレル、およびアンダー補佐、マシュー・ネイサン卿に宛てられたレポートでは、チェンバレンはアイルランド義勇軍が反乱の展開とアイルランドの独立の宣言の準備をしていると警告した。しかしながらネイサンが1916年の4月に西部沿岸に武器が到着予定であることとイースターでの蜂起する予定であることを伝える南アイルランドの軍の命令書からの手紙をチェンバレンに見せたときには、ネイサンとチェンバレンは両方ともその噂に根拠があるかどうか疑わしく思っていた。イースター蜂起は1916年4月24日、復活祭の月曜日に始まり、6日間続き、砲兵射撃によってオコンネルストリートの多くが破壊された結果となって終了した。1916年の反乱での王立委員会は、イースター蜂起のすべての責任は王立アイルランド警察隊にあることにして片付けたが、チェンバレンはすでにビレルとネイサンと共に役職を辞任していた。

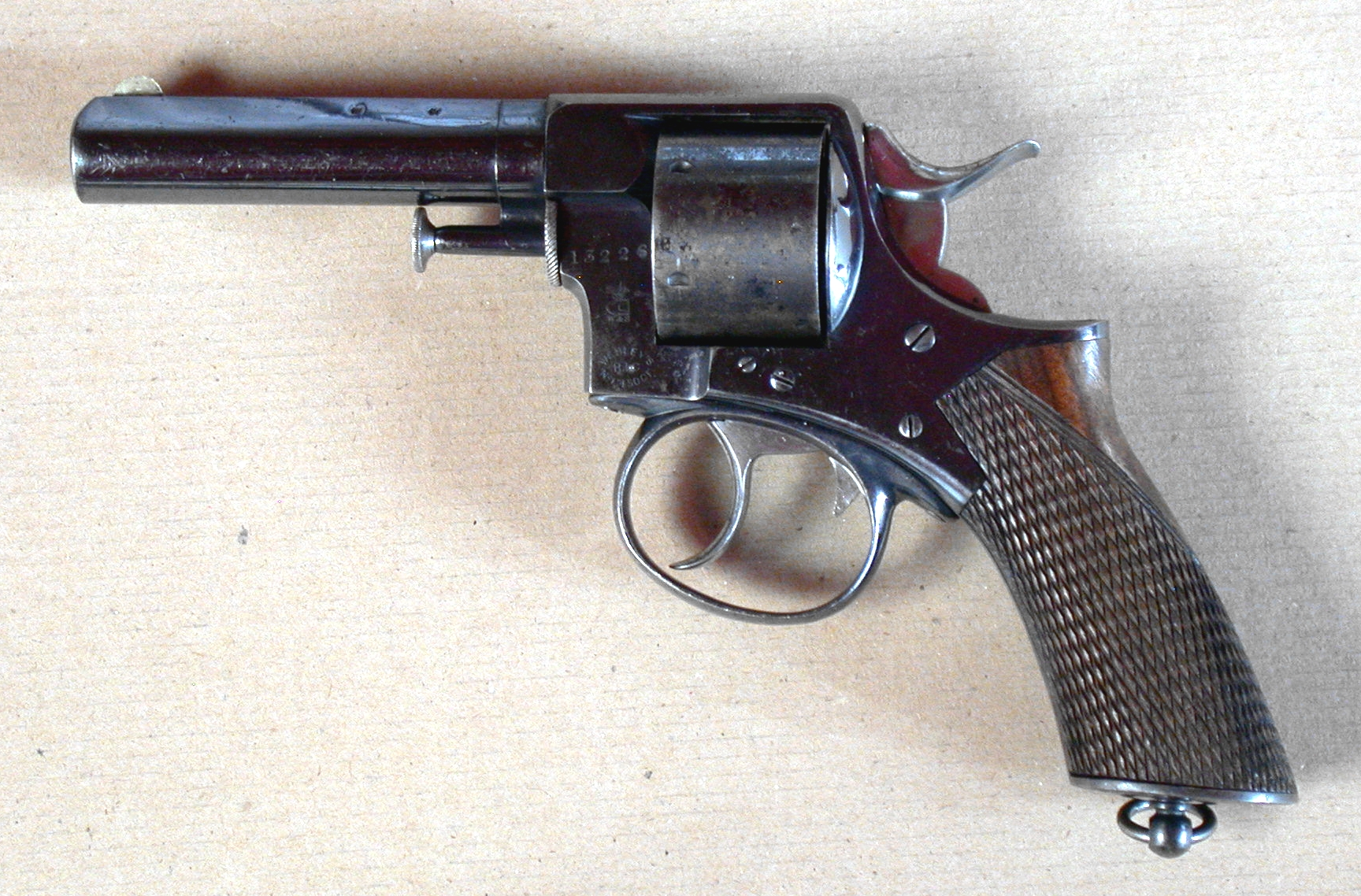
ウェブリーRICリボルバー。RIC向けに設計されたウェブリー製の拳銃

## アイルランド独立戦争
105議席あるアイルランドの議席のうち73議席を獲得した1918年イギリス総選挙（クーポン選挙）でのシン・フェイン党の勝利後、シン・フェイン党の党員は新しい議会として「第一回国民議会」を独自で開くことを決定した。この組織は1919年1月21日に初めてダブリンの邸宅で集まった。そして一方的な独立宣言を発表した。これによってアイルランドに劇的に新しい政治情勢が引き起こされた。
新しい議会が初めて集まった日に南ティペラリーの地元の鉱山に移すダイナマイトの警備という任務についていたアイルランド共和軍のティペレアリーの第三部隊がソロヘッドベッグで待ち伏せして王立アイルランド警察隊の警官であるパトリック・マクドネル巡査とジェームズ・オコンネル巡査を殺害した。この出来事がアイルランド独立戦争の始まりとなった。マイケル・コリンズの指導下でアイルランド共和軍は英国政府軍に組織的な攻撃を開始した。イギリス陸軍がアイルランドの都市を取り締まる一方で、王立アイルランド警察隊は地方でのこのような攻撃に襲われた。王立アイルランド警察隊は特にイギリス行政にとっての地方の代表や情報収集の役割を果たすという理由で標的にされた。
1919年の秋以降、王立アイルランド警察隊は孤立した地域で小さい兵舎を放棄することを余儀なくされた。国家が警察隊のメンバーを個人的に排斥することがアイルランド共和軍によって宣言された。ドイル裁判所や他の法律を施行する組織はアイルランド共和軍によって設定された。王立アイルランド警察隊の隊員は脅迫され、また多くは攻撃され、かなりの人数が警察隊をやめることにつながった。1920年10月には、王立アイルランド警察隊の賃金は増加する苦難や生活費の上昇を補償するために増加した。農村部では多くの小さな店の経営者は王立アイルランド警察隊に供給することを拒否し、警察隊は食べ物や他の必需品を数マイル先から獲得してくることを余儀なくされた。
英国政府の資料によると、1920年10月までに117人の王立アイルランド警察隊の隊員が死亡し、185人が負傷した。同年の3カ月の期間にわたって、9500人の中の600人の隊員が辞職した。1920年の最初の四半期では、遠隔地にある500棟の警察隊のバラックと小屋が立ち退かされた。アイルランド共和軍はその後の再利用を防止するために6月末までにこれらのうち400棟以上を破壊した。
この結果として多くの遠隔地域において王立アイルランド警察隊の権限が働かなくなった。これによってアイルランド共和軍はこれらの地域における政治的な支配を主張することができた。大きな家は多くの場合、所有者が家を警察や軍議的な目的のために使うのを許可したことを罰するためであったり、共和軍の家を政府の力を使って燃やしたことへの復讐のためとして燃やされた。これにより国の豊かな建築遺産の多くが破壊された。
かなり数が減り、意気阻喪した警察隊を強化するためにイギリス政府はイングランドとスコットランドの都市から第一次世界大戦での退役軍人を入隊させた。これら本国出身の隊員は「ブラック・アンド・タンズ」と呼ばれたほか、「オークジズ」として知られるようになる補助部隊を組織するために1920年にアイルランドに送られた者もあった。王立アイルランド警察隊の古参隊員の中には新しい援兵の多くの場合、残酷で節操のない行動に抗議して辞任したものもいた。また自分たちの残りの人生を悩ませる良心の危機に苦しむ者もいた。
何人かの王立アイルランド警察隊の幹部は政治的な信念または彼らの生活や幸福のためにあるいはその両方の組み合わせでアイルランド共和軍とともに働くようになった。1920年6月のティロン県のクックスタウンにおける王立アイルランド警察隊の営舎の襲撃は賛同した王立アイルランド警察隊の隊員の助けを借りて実施された。コーク県のスカルの営舎も同様の内部の人間による補助によって攻め落とされた。アイルランド共和軍はダブリン城での上層部内にさえもスパイを持っていた。
1920年12月にアイルランド統治法が戦いの中で宣言された。北アイルランドの議会が招集された。英愛条約は、ドイル・エアランによって承認された後、アイルランド自由国は北東部がすぐに取り除かれて形成され、北アイルランドは英国に残った。アイルランド自由国は帝国内の独立した自治領となった。

## 王立アイルランド警察隊の解散
1922年1月にイギリスとアイルランドの代表団は王立アイルランド警察隊を解散することに合意した。段階的に行われた解散は数週間以内に王立アイルランド警察隊の全隊員を常駐の隊員、臨時の隊員両方とも南アイルランドの6つの中央部隊に引き抜くことから始まった。実際の作業は8月までに完了しなかったが、1922年4月2日には王立アイルランド警察隊は正式に解散した。王立アイルランド警察隊はアイルランド自由国では市民警護隊（翌年アイルランド警察に改変）に北アイルランドではロイヤル・アルスター警察に置き換えられた。
1922年8月の議会の回答によると王立アイルランド警察隊に後から加わった1330人の隊員が北アイルランドのロイヤル・アルスター警察に加わった。これによって王立アルスター警察隊は1922年初めは21パーセントがローマカトリック教徒だった。前の王立アイルランド警察隊の隊員が毎年退職するにつれて、この割合は着々と落ちていった。
一部の旧王立アイルランド警察隊の隊員はアイルランドの警察に加わった。これらの隊員は以前アイルランド共和軍を様々な方法で支援したものも含む。何人かは引退し、英愛条約の条項に基づいてアイルランド自由国は彼らに年金を支払った。まだ暴力的な報復の脅威に直面している人は、イギリスやカナダ、オーストラリア、ニュージーランドといったイギリスのほかの領土の警察隊に家族と共に移った。これらの隊員の多くがこの当時イギリスで募集されていたパレスチナ憲兵隊（後にパレスチナ警察隊に改編）に加わった。